# Escuelas psicológicas
Por escuela psicológica se entiende a un grupo de psicólogos que han compartido puntos de vista consistentes, una tradición científica común y una doctrina unificada. La afiliación a una determinada escuela de pensamiento juega un papel mucho más importante en la práctica de la psicología que en el resto de ramas de la ciencia. Los psicólogos de una escuela común a menudo desarrollan una cohesión colegial muy estrecha y defienden sus puntos de vista contra otras escuelas. Cada una de las múltiples escuelas ha sido relativamente influyente; sin embargo, en la práctica clínica los psicólogos suelen mantener puntos de vista eclécticos que combinan aspectos de cada escuela.[cita requerida]

## Subdivisión clásica
Existen múltiples escuelas de pensamiento y formas de categorizarlas, pero en todas las subdivisiones se mantienen como fundamentales, como mínimo, las siguientes cinco escuelas:
- Estructuralismo
- Funcionalismo
- Psicoanálisis
- Gestalt
- Conductismo

### Psicoanálisis
También se puede llamar a escuelas psicológicas a los distintos campos de la psicología.
El mayor exponente y creador de cascante y la determinación psíquica de los trastornos neuróticos. 
Modelo especial del aparato psíquico, que en una primera tópica divide a este último en tres sistemas:consciente, preconsciente e inconsciente, para luego (a partir de 1923)  plantear un modelo estructural de la psique dividida en tres instancias: el ello el yo y el superyó. Este modelo es también conocido como «segunda tópica freudiana». Ambas tópicas se superponen, es decir, no existe una correspondencia entre estas instancias definidas posteriormente con los sistemas definidos en la primera tópica.
Otro aporte teórico relevante del psicoanálisis es la concepción ampliada de la sexualidad humana que incluye una sexualidad infantil, es decir, anterior a la genitalidad adulta.  Freud postuló la existencia de un desarrollo psicosexual dividido en tres fases infantiles previas a la sexualidad madura: fase oral, fase anal-sádica y fase fálica.
El objeto de estudio del psicoanálisis es fundamentalmente la exploración del inconsciente, sirviéndose  para ello de una técnica de tratamiento cuya regla fundamental es la  asociación libre, que consiste en que el sujeto de análisis exteriorice todas sus ideas, emociones e imágenes tal y como se le presentan durante la sesión, aunque sean pensamientos que le parezcan irrelevantes, vergonzosos o sin sentido. Esto tiene como objetivo poder determinar qué cosas, dentro de esas manifestaciones, reflejan un conflicto inconsciente.

### Conductismo
Corriente de Psicología que defiende fervientemente la idea del método científico, pues esta escuela es netamente científica y parte gracias a la base de Wundt, que hace volver a la ciencia el ámbito psicológico. Los mayores exponentes de esta corriente son los señores Pavlov, Watson y Skinner (quienes plantean en conductismo clásico y el operante), esta teoría poseía una visión mecanicista del hombre pues se basa en el concepto de arco reflejo base de estímulo y respuesta, que es la partida para las teorías básicas de aprendizaje (condicionamiento); ven a la mente como pasiva, es decir, una conciencia a un nivel más concreto que subjetivo (contrarios la psicoanálisis), el hombre está determinado por el factor del medio que lo rodea, y esto produce estímulos que lo condicionan a determinados actos. 
Ahora bien, este condicionamiento está basado en dos partes el clásico y operante, más la reflexología rusa. Estas intentan explicar como por medio de los estímulos las personas comprenden y aprenden. B.F. Skinner, el mayor exponente del condicionamiento operante, además de los estímulos, planteó la idea de los refuerzos (+) y (-), de igual manera planteó los castigos (+) y (-) en función a la consecuencia de mejora o disminución de X comportamiento del individuo. 
Con esto se establece el objeto de estudio que posee la escuela conductista, la conducta de los individuos en un ámbito de estímulo y respuesta, pues trabajan este aspecto porque es medible, aquí nuevamente entra en juego el método científico, pues esto es la conducta netamente observable todo proceso mental, emociones, afecto o derivados no los estudia, pues en si es perceptible solo es ser humano a nivel corpóreo, en síntesis, la conciencia es casi intocable, pues solo la conciencia consciente es analizable pues se refleja en los actos de las personas.
E ---à Caja negra ---à R (opera en el medio)(Inconsciente)
Ahora sobre la persona y su concepción de enfermedad es que la conducta no adaptativa no se adaptan a la norma de lo social, por eso una de sus frases es "en el aspecto de influencia social es todo, pues el hombre determinado por el medio", y usar la ideal principal es poder modificar la conducta, o sea la conducta no adaptativa, dentro del rango de normalidad social.
La reflexión obtenida de esta escuela es muy amplia, para entender como son los cimientos de este movimiento, sería un personaje catalogado como el contrario de Descartes, el señor Bacón, quien en sus postulados se puede apreciar una reorganización del método científico y además una aún más cercana a esta corriente el concepto que la ciencia está basada en el estudio de la persona y su entorno, por medio de la observación directa y controlada, netamente es base para un futuro conductual, pues sus teorías son a través del laboratorio (de forma controlada) y a su vez es directa, y cuantificable. 
En si es agradable la propuesta conductual de cómo el medio siempre ha influido sobre el individuo de una manera u otra. Antes de finalizar esta corriente, hay que decir que en su día el conductismo tuvo una fusión con las teorías cognitivas y pasó a ser "cognitivo conductual", uno de los pioneros de esto fue el señor Bandura y su aprendizaje social "nosotros aprendemos observando a los otros (imitando)", esta unión sirvió para ver el peso de los factores cognitivos en las respuestas, sumado a los estímulos ya previamente nombrados; incluso este método es ocupado de gran forma en la educación. 
Pero si nos remontamos desde la era "paleolítica", el hombre tenía que arrancar de su medio natural, pues hoy en día es un medio domado en ámbito natural, ahora se mide la preocupación dentro del medio sociocultural y la repercusión en uno.
Como síntesis, aunque sea criticado por sus métodos, logró establecer un parámetro científico y de correlación en psicología, algo que se estaba perdiendo o adormeciendo, también contribuyó al formular un análisis más palpable del medio social y en el individuo, y la reacción que produce el medio sobre las personas ya sea de manera positiva o patológica.